# Wolfgang Schuldzinski
Wolfgang Schuldzinski (* 1960 in Düsseldorf) ist ein deutscher Verbraucherschützer und Sachbuchautor. Er ist Vorstand der Verbraucherzentrale NRW und Verwaltungsratsvorsitzender des Verbraucherzentrale Bundesverbandes (vzbv) sowie stellv. Vorsitzender des Kuratoriums der Stiftung Warentest.

## Leben
Nach Abitur und Zivildienst studierte Wolfgang Schuldzinski Rechtswissenschaft an der Universität zu Köln und der Eberhard Karls Universität Tübingen. Von 1991 bis 1994 war er als wissenschaftlicher Mitarbeiter an der Universität zu Köln tätig. Im Jahr 1994 folgte die Zulassung zur Anwaltschaft. Im folgenden Jahr begann Schuldzinski seine Tätigkeit für die Verbraucherzentrale Nordrhein-Westfalen. Von 2008 bis 2014 war er Leiter des Bereichs Markt und Recht und Mitglied der Geschäftsleitung. Seit 1. Juli 2014 ist er Vorstand der Verbraucherzentrale NRW. Außerdem ist er Verwaltungsratsvorsitzender des Verbraucherzentrale Bundesverbandes (vzbv), stellvertretender Vorsitzender des Kuratoriums der Stiftung Warentest sowie Vorstandsvorsitzender der Deutsche Stiftung Verbraucherschutz. Zudem ist er stellvertretendes Mitglied des WDR-Rundfunkrats.
Schuldzinski ist Autor einiger Bücher und weiterer Veröffentlichungen, insbesondere zu den Themen Gesundheit sowie Verbraucherforschung, Verbraucherschutz und Nachhaltigkeit.

## Veröffentlichungen

### Bücher (Auswahl)
- mit Mechthild Winkelmann: Pflegegutachten : [die Einstufung durch den medizinischen Dienst]. Verbraucherzentrale NRW, Düsseldorf 2001, ISBN 3-933705-37-1.
- ABC der gesetzlichen Krankenversicherung : Verbraucherlexikon zur aktuellen Rechtslage. Verbraucherzentrale NRW, Düsseldorf 2004, ISBN 3-933705-61-4.
- mit Klaus Zok: Private Zusatzleistungen in der Arztpraxis : Ergebnisse aus Patientenbefragungen. Wissenschaftliches Institut der AOK (WIdO), Bonn 2005, ISBN 3-922093-38-8 (Graue Literatur)[8]
- Ihr gutes Recht als Patient. Verbraucherzentrale NRW, Düsseldorf, ISBN 3-933705-96-7; Stiftung Warentest, Berlin 2005, ISBN 3-937880-05-4.
- mit Heike Nordmann: Patientenverfügung : Vorsorgevollmacht und Betreuungsverfügung. Verbraucherzentrale NRW, Düsseldorf 2011, ISBN 978-3-86336-201-0.
- mit  Jan Bittler und Heike Nordmann: Das Vorsorge-Handbuch : Patientenverfügung, Vorsorgevollmacht, Betreuungsverfügung, Testament. Verbraucherzentrale NRW, Düsseldorf 2016, ISBN 978-3-86336-055-9.

### Herausgeber
- mit Christian Bala (Hrsg.): The 21st century consumer: vulnerable, responsible, transparent? : proceedings of the International Conference on Consumer Research (ICCR) 2016. Consumer Association of North Rhine-Westphalia, Düsseldorf 2017, ISBN 978-3-86336-917-0.
- mit Christian Bala, Stefan Krankenhagen, Peter Kenning und Dirk Hohnsträter (Hrsg.): Konsumästhetik zwischen Kunst, Kritik und Kennerschaft. Verbraucherzentrale NRW, Düsseldorf 2020, ISBN 978-3-86336-925-5.

### Zeitschriften
- mit Christian Bala (Hrsg.): Jahrbuch Konsum & Verbraucherwissenschaften. Verbraucherzentrale NRW, Düsseldorf 2021, ISSN 2749-4594